# Esquema de la Ciencia
Ciencia - esfuerzo sistemático de adquirir conocimiento a través de la observación y la exposición, junto con la lógica y el razonamiento para averiguar lo que puede ser probado o no probado. La palabra "Cienciano" viene de la palabra latina "scientia" que significa conocimiento. Un practicante de la ciencia se llama un "científico". 
La ciencia moderna respeta razonamiento lógico objetivo, y sigue una serie de procedimientos básicos o reglas con el fin de determinar la naturaleza y las leyes de naturales subyacentes del universo y todo en él. Algunos científicos no saben de las propias reglas, pero los siguen a través de las políticas de investigación. Estos procedimientos son conocidos como método científico.

## Esencia de la ciencia
1. Investigación - investigación sistemática de los conocimientos existentes o nuevos.
2. El descubrimiento científico - la observación de nuevos fenómenos, nuevas acciones, o de nuevos eventos y proporcionar un nuevo razonamiento para explicar el conocimiento obtenida a través de las observaciones con el conocimiento previamente adquirido de pensamiento abstracto y experiencias cotidianas.
3. Laboratorio - centro que brinda condiciones controladas en el que la investigación científica, experimentos, y la medición se pueden realizar.
4. Objetividad - la idea de que los científicos, en el intento de descubrir verdades sobre el mundo natural, deben aspirar a eliminar prejuicios personales o cognitivas, unos compromisos a priori, la implicación emocional, etc.
5. Su mensaje - cualquier proceso que tiene el objetivo de aumentar el conocimiento, la resolución de dudas o resolver un problema.

## El método científico
Método científico - cuerpo de técnicas para la investigación de los fenómenos y la adquisición de nuevos conocimientos, así como para corregir, para la integración de los conocimientos previos. Se basa en la evidencia observable, empírica, medibles, y sujeto a las leyes del razonamiento, tanto deductivo e inductivo.
- Método empírico -
  - Método experimental - Los pasos a seguir con el fin de producir una conclusión fiable y lógica incluyen:

1. 1. Hacer una pregunta acerca de un fenómeno natural
  2. Hacer observaciones del fenómeno
  3. La formación de una hipótesis - propuesta explicación para un fenómeno. Para una hipótesis para ser una hipótesis científica, el método científico requiere que uno puede probarlo. Los científicos generalmente basan las hipótesis científicas sobre las observaciones anteriores que no pueden ser explicados satisfactoriamente con las teorías científicas disponibles.
  4. La predicción de una consecuencia lógica de la hipótesis
  5. Prueba de la hipótesis a través de un experimento - procedimiento metódico lleva a cabo con el objetivo de verificar, falsificación, o de establecer la validez de una hipótesis. Los 4 tipos de experimentos científicos son:

- - Experimento controlado - experimento que compara los resultados obtenidos a partir de una muestra experimental contra una muestra de control, que es prácticamente idéntica a la muestra experimental excepto para el uno de los aspectos el efecto de que se está probando (la variable independiente).
  - Experimento natural - estudio empírico en el que las condiciones experimentales (es decir, unidades que reciben los que el tratamiento) se determinan por la naturaleza o por otros factores fuera del control de los experimentadores y sin embargo, el proceso de asignación de tratamiento es posiblemente exógeno. Por lo tanto, los experimentos naturales son estudios observacionales y no son controlados en el sentido tradicional de un experimento aleatorio.
  - Estudio observacional - dibuja inferencias sobre el posible efecto de un tratamiento de temas, donde la asignación de los sujetos en un grupo tratado en comparación con un grupo de control está fuera del control del investigador.
  - Experimento de campo - se aplica el método científico para examinar experimentalmente una intervención en el mundo real (o como muchos experimentadores les gusta decir, entornos naturales) en lugar de en el laboratorio. Ver también la investigación de campo.

1. 1. Recopilar y analizar los datos de los experimentos u observaciones, incluyendo indicadores de incertidumbre.
  2. Sacar conclusiones mediante la comparación de los datos con las predicciones. Resultados posibles:

- Concluyente:
  - La hipótesis se falsifica por los datos.
  - Los datos son consistentes con la hipótesis.
  - Los datos son consistentes con las hipótesis alternativas.
- No concluyente:
  - Los datos no son relevantes para la hipótesis, o los datos y predicciones son inconmensurables.
  - Hay demasiada incertidumbre en los datos para sacar conclusiones.
- Modelo deductivo-nomológico
- Modelado de la Ciencia -
  - Modelos de método científico
  - Método hipotético-deductivo - propuesto Descripción del método científico. De acuerdo con ello, la investigación científica procede mediante la formulación de una hipótesis en una forma que posiblemente podría ser falsificada por una prueba en datos observables. Una prueba de que puede y no ir en contra de las predicciones de la hipótesis se toma como una falsificación de la hipótesis. Una prueba que podría pero no ir en contra de la hipótesis corrobora la teoría.también se puede cambiar.

## Ramas de la ciencia
Las ramas de la ciencia - divisiones dentro de la ciencia con respecto a la entidad o sistema en cuestión, que normalmente encarna su propia terminología y nomenclatura.

### La ciencia natural
Las ciencias naturales - importante rama de la ciencia, que trata de explicar y predecir los fenómenos de la naturaleza, con base en la evidencia empírica. En las ciencias naturales, las hipótesis deben ser verificadas científicamente para ser considerados como teoría científica. Validez, precisión y mecanismos sociales que garanticen el control de calidad, tales como la revisión por pares y la repetibilidad de los resultados, se encuentran entre los criterios y métodos utilizados para este propósito. Las ciencias naturales se puede dividir en 2 ramas principales: la biología y la ciencia física. Cada una de estas ramas, y todos sus sub-ramas, se les conoce como ciencias naturales.
La ciencia física - rama de la ciencia natural que estudia los sistemas no vivos, en contraste con las ciencias biológicas. Es a su vez tiene muchas ramas, cada uno referido como una "ciencia física". Sin embargo, el término "física" crea una distinción involuntaria, un tanto arbitraria, ya que muchas ramas de la ciencia física también estudian los fenómenos biológicos (química orgánica, por ejemplo).
- Física - ciencia física que estudia la materia y su movimiento a través del espacio-tiempo, y los conceptos relacionados, como la energía y la fuerza
  - Acústica - estudio de las ondas mecánicas en sólidos, líquidos y gases (tales como vibración y el sonido)
  - Agrofísica - estudio de la física aplicadas a los agroecosistemas
  - Física del suelo - estudio de las propiedades físicas del suelo y procesos.
  - Astrofísica - estudio de los aspectos físicos de los objetos celestes
  - Astronomía - estudia el universo más allá de la Tierra, incluyendo su formación y desarrollo, y de la evolución, la física, la química, la meteorología, y el movimiento de los objetos celestes (como galaxias, planetas, etc.) y de los fenómenos que se originan fuera de la atmósfera de la Tierra (por ejemplo, como la radiación cósmica de fondo).
    - Astrodinámica - aplicación de balística y mecánica celeste a los problemas prácticos relativos al movimiento de cohetes y otras naves espaciales.
    - Astrometría - rama de la astronomía que involucra mediciones precisas de las posiciones y los movimientos de las estrellas y otros cuerpos celestes.
    - Cosmología - la disciplina que se ocupa de la naturaleza del universo en su conjunto.
    - Astronomía extragaláctica - rama de la astronomía que se trate con objetos fuera de nuestra propia Vía Láctea
    - Astronomía galáctica - estudio de nuestra propia galaxia, la Vía Láctea y todo su contenido.
    - Cosmología física - estudio de las estructuras de mayor escala y la dinámica del universo y se ocupa de cuestiones fundamentales sobre su formación y evolución.
    - La ciencia planetaria - estudio científico de los planetas (incluida la Tierra), lunas y sistemas planetarios, en particular, las del sistema solar y los procesos que las forman.
    - Astronomía estelar - ciencia natural que se ocupa del estudio de los objetos celestes (como estrellas, planetas, cometas, nebulosas, cúmulos estelares y galaxias) y fenómenos que se originan fuera de la atmósfera de la Tierra (como la radiación cósmica de fondo)

  - La física atmosférica - estudio de la aplicación de la física a la atmósfera
  - Atómica, molecular y física óptica - estudio de cómo la materia y la luz interactúan
  - Biofísica - estudio de los procesos físicos en relación con la biología
    - Física médica - la aplicación de conceptos de física, teorías y métodos a la medicina.
    - Neurofísica - rama de biofísica que tratan con el sistema nervioso.

  - Física química - rama de la física que estudia los procesos químicos desde el punto de vista de la física.
  - Física computacional - estudio y la aplicación de algoritmos numéricos para resolver problemas de la física para los que ya existe una teoría cuantitativa.
  - Física de la materia condensada - estudio de las propiedades físicas de las fases condensadas de la materia.
  - Criogénica - criogenia es el estudio de la producción de muy baja temperatura (por debajo de -150 °C, -238 °F o 123K) y el comportamiento de los materiales a esas temperaturas.
  - Dinámica - estudio de las causas del movimiento y los cambios en el movimiento
  - Econofísica - campo de la investigación interdisciplinaria, la aplicación de teorías y métodos desarrollados originalmente por los físicos con el fin de resolver los problemas en la economía
  - Electromagnetismo - rama de la ciencia que estudia las fuerzas que se producen entre las partículas cargadas eléctricamente.
  - Geofísica - la física de la Tierra y su medio ambiente en el espacio; También el estudio de la Tierra utilizando métodos físicos cuantitativos, ver también la geografía física de abajo
  - Física de Materiales - uso de la física para describir los materiales de muchas maneras diferentes, tales como la fuerza, el calor, la luz y la mecánica.
  - La física matemática - aplicación de las matemáticas a los problemas de la física y el desarrollo de métodos matemáticos para tales aplicaciones y para la formulación de las teorías físicas.
  - Mecánica - rama de la física que se ocupan de la conducta de los cuerpos físicos cuando se someten a fuerzas o desplazamientos, y los efectos posteriores de los cuerpos en su entorno.
    - Biomecánica - estudio de la estructura y función de los sistemas biológicos tales como seres humanos, animales, plantas, órganos y células por medio de los métodos de la mecánica.
    - La mecánica clásica - uno de los dos principales subcampos de la mecánica, que tiene que ver con el conjunto de leyes físicas que describen el movimiento de los cuerpos bajo la acción de un sistema de fuerzas.
    - Mecánica continua - rama de la mecánica que se ocupa del análisis de la cinemática y el comportamiento mecánico de los materiales modelados como una masa continua en lugar de como partículas discretas.
    - Mecánica de fluidos - estudio de los fluidos y las fuerzas en ellos.
    - La mecánica cuántica - rama de la física que trata con fenómenos físicos donde la acción está en el orden de la constante de Planck.
    - Termodinámica - rama de la ciencia física de que se trate con el calor y su relación con otras formas de energía y trabajo.

  - Física nuclear - campo de la física que estudia los componentes básicos y las interacciones de los núcleos atómicos.
  - Óptica - rama de la física que implica el comportamiento y propiedades de la luz, incluyendo sus interacciones con la materia y la construcción de instrumentos que utilizan o detectarlo.
  - Física de partículas - rama de la física que estudia la existencia y las interacciones de las partículas que son los constituyentes de lo que se conoce generalmente como materia o radiación.
  - Psicofísica - investiga cuantitativamente la relación entre los estímulos físicos y las sensaciones y percepciones que afectan.
  - Física del plasma - estado de la materia similar al gas en el que una cierta porción de las partículas se ionizan.
  - Física de polímeros - campo de la física que estudia polímeros, sus fluctuaciones, las propiedades mecánicas, así como la cinética de las reacciones que implican la degradación y la polimerización de polímeros y monómeros, respectivamente.
  - Física cuántica - rama de la física que trata con fenómenos físicos donde la acción está en el orden de la constante de Planck.
  - Relatividad - en la física, por lo general abarca dos teorías de Albert Einstein: la relatividad especial y la relatividad general.
  - Estática - rama de la mecánica en cuestión con el análisis de cargas (fuerza, par / momento) en los sistemas físicos en equilibrio estático, es decir, en un estado donde las posiciones relativas de los subsistemas no varían con el tiempo, o donde los componentes y estructuras se encuentran a una velocidad constante.
  - Física de estado sólido - estudio de la materia rígida, o sólidos, a través de métodos como la mecánica cuántica, la cristalografía, electromagnetismo, y la metalurgia.
  - Dinámica del vehículo - dinámica de vehículos, aquí supone que los vehículos terrestres.
- Química - ciencia física de la materia atómica (la materia que se compone de elementos químicos), especialmente sus reacciones químicas, pero también incluyendo sus propiedades, estructura, composición, comportamiento y los cambios que se relacionan las reacciones químicas
  - Química analítica - estudio de la separación, identificación y cuantificación de los componentes químicos de materiales naturales y artificiales.
  - Astroquímica - estudio de la abundancia y de las reacciones de los elementos químicos y moléculas en el universo, y su interacción con la radiación.
  - Cosmoquímica - estudio de la composición química de la materia en el universo y los procesos que llevaron a esas composiciones
  - Química atmosférica - rama de la ciencia atmosférica en la que se estudia la química de la atmósfera de la Tierra y la de otros planetas. Es un campo multidisciplinar de la investigación y se basa en la química del medio ambiente, la física, la meteorología, la modelización por ordenador, la oceanografía, la geología y vulcanología y otras disciplinas
  - Bioquímica - estudio de los procesos químicos en los organismos vivos, incluyendo, pero no limitado a, la materia viva. Bioquímica rige todos los procesos de los organismos vivos y vivos.
  - Agroquímica - estudio de la química y la bioquímica que son importantes en la producción agrícola, la transformación de productos crudos en alimentos y bebidas, y en el monitoreo ambiental y remediación.
  - Química bioinorgánica - examina el papel de los metales en la biología.
  - Química bioorgánica - rápido crecimiento disciplina científica que combina la química orgánica y bioquímica.
  - Química biofísica - nueva rama de la química que cubre un amplio espectro de actividades de investigación que implican los sistemas biológicos.
  - Química ambiental - estudio científico de los fenómenos químicos y bioquímicos que se producen en lugares naturales.
  - Inmunoquímica - rama de la química que implica el estudio de las reacciones y los componentes en el sistema inmunológico.
  - Química medicinal - disciplina en la intersección de la química, la química orgánica sintética, especialmente, y la farmacología y varias otras especialidades biológicas, donde están involucrados con el diseño, síntesis química y el desarrollo para el mercado de agentes farmacéuticos (drogas).
  - Farmacología - rama de la medicina y la biología se ocupa del estudio de la acción del fármaco.
  - La química natural Producto - compuesto químico o sustancia producida por un organismo vivo - que se encuentra en la naturaleza que por lo general tiene una actividad farmacológica o biológica para su uso en el descubrimiento farmacéutica de drogas y el diseño de fármacos.
  - Neuroquímica - estudio específico de neuroquímicos, que incluyen neurotransmisores y otras moléculas tales como fármacos neuroactivos que influyen en la función neuronal.
  - La química computacional - rama de la química que utiliza principios de la informática para ayudar en la solución de problemas químicos.
  - Chemo-informática - uso de equipo y técnicas de información, aplicadas a una serie de problemas en el campo de la química.
  - Mecánica molecular - utiliza la mecánica newtoniana para modelar sistemas moleculares.
  - Química del Sabor - alguien que utiliza la química para diseñar sabores artificiales y naturales.
  - Química del flujo - reacción química se ejecuta en una corriente que fluye continuamente en lugar de en la producción por lotes.
  - Geoquímica - estudio de los mecanismos detrás de los principales sistemas geológicos utilizando la química
  - Geoquímica acuosa - estudio de la función de los distintos elementos de las cuencas hidrográficas, incluyendo cobre, azufre, mercurio, y cómo los flujos elementales se intercambian a través de interacciones atmósfera-terrestre-acuáticos
  - Geoquímica Isotópica - estudio de las concentraciones relativas y absolutas de los elementos y sus isótopos utilizando la química y la geología
  - Química del océano - estudios la química de los ambientes marinos, incluyendo la influencia de diferentes variables.
  - Geoquímica Orgánica - estudio de los impactos y los procesos que los organismos han tenido en la Tierra
  - Regional, del medio ambiente y la exploración geoquímica - estudio de la variación espacial en la composición química de los materiales en la superficie de la Tierra
  - Química inorgánica - rama de la química que se trate con las propiedades y el comportamiento de los compuestos inorgánicos.
  - Química Nuclear - subcampo de la química tratar con radiactividad, los procesos nucleares y propiedades nucleares.
  - Radioquímica - química de los materiales radiactivos, donde se utilizan isótopos radiactivos de elementos para estudiar las propiedades y las reacciones químicas de los isótopos no radiactivos (a menudo dentro de la radioquímica la ausencia de radiactividad conduce a una sustancia que se describe como siendo inactivo como los isótopos son estables).
  - Química orgánica - estudio de la estructura, propiedades, composición, reacciones, y la preparación (por síntesis o por otros medios) de compuestos a base de carbono, hidrocarburos, y sus derivados.
  - Petroquímica - rama de la química que estudia la transformación del petróleo crudo (petróleo) y gas natural en productos útiles o materias primas.
  - Química organometálica - estudio de los compuestos químicos que contienen enlaces entre carbono y un metal.
  - Fotoquímica - estudio de las reacciones químicas que proceden con la absorción de la luz por los átomos o moléculas ..
  - Fisicoquímica - estudio de, subatómica, y fenómenos de partículas macroscópicas, atómicas en sistemas químicos en términos de leyes físicas y conceptos.
  - Cinética química - el estudio de las tasas de los procesos químicos.
  - Termodinámica Química - estudio de la interrelación de calor y trabajo con las reacciones químicas o con los cambios físicos del estado dentro de los límites de las leyes de la termodinámica.
  - Electroquímica - rama de la química que estudia las reacciones químicas que tienen lugar en una solución en la interfase de un conductor de electrones (un metal o un semiconductor) y un conductor iónico (el electrolito), y que implican la transferencia de electrones entre el electrodo y el electrolito o especies en solución.
  - Femtoquímica - Femtoquímica es la ciencia que estudia las reacciones químicas en escalas de tiempo muy cortos, aproximadamente 10 a 15 segundos (un femtosegundo, de ahí el nombre).
  - Química matemática - área de investigación dedicada a las nuevas aplicaciones de las matemáticas a la química; que se ocupa principalmente, a los modelos matemáticos de los fenómenos químicos.
  - Mecanoquímica - acoplamiento de la mecánica y los fenómenos químicos en una escala molecular e incluye rotura mecánica, comportamiento químico de los sólidos estresados mecánicamente (por ejemplo, agrietamiento por esfuerzo y corrosión), tribología, la degradación del polímero bajo cizallamiento, los fenómenos relacionados con la cavitación (por ejemplo, sonoquímica y sonoluminiscencia), descarga la química y la física de la onda, y hasta el floreciente campo de las máquinas moleculares.
  - Química orgánica física - estudio de las interrelaciones entre la estructura y reactividad de moléculas orgánicas.
  - Química cuántica - rama de la química cuyo objetivo principal es la aplicación de la mecánica cuántica en los modelos físicos y experimentos de sistemas químicos.
  - Sonoquímica - estudio del efecto de las ondas sónicas y onda propiedades en sistemas químicos.
  - Estereoquímica - estudio de la disposición espacial relativa de los átomos dentro de las moléculas.
  - Química supramolecular - área de la química más allá de las moléculas y se centra en los sistemas químicos formados por un número discreto de subunidades o componentes moleculares reunidos.
  - Termoquímica - estudio de la energía y el calor asociado con reacciones químicas y / o transformaciones físicas.
  - Fitoquímica - estricto sentido de la palabra el estudio de fitoquímicos.
  - Química de polímeros - ciencia multidisciplinar que se ocupa de la síntesis química y las propiedades químicas de los polímeros o macromoléculas.
  - Química del estado sólido - estudio de la síntesis, estructura y propiedades de los materiales en fase sólida, particularmente, pero no necesariamente de forma exclusiva, de sólidos no moleculares
  - Campos multidisciplinarios relacionados con la química
    - Biología química - la disciplina científica que abarca los campos de la química y la biología que consiste en la aplicación de técnicas y herramientas de químicos, a menudo compuestos producidos a través de la química de síntesis, el estudio y la manipulación de los sistemas biológicos.
    - Ingeniería química - rama de la ingeniería que se ocupa de la ciencia física (por ejemplo, la química y la física), y ciencias de la vida (por ejemplo, biología, microbiología y bioquímica) con las matemáticas y la economía, para el proceso de convertir las materias primas o los productos químicos en más útil o valioso formas.
    - Oceanografía química - estudio del comportamiento de los elementos químicos dentro de los océanos de la Tierra.
    - Física química - rama de la física que estudia los procesos químicos desde el punto de vista de la física.
    - Ciencia de los materiales - campo interdisciplinario de aplicar las propiedades de la materia a diversas áreas de la ciencia y la ingeniería.
    - Nanotecnología - estudio de la manipulación de la materia a escala atómica y molecular
    - Enología - la ciencia y el estudio de todos los aspectos del vino y la vinificación excepto-cultivo de la vid y la uva-cosecha, que es un subcampo llamado la viticultura.
    - Espectroscopia - estudio de la interacción entre la materia y la energía radiada

  - Ciencia de superficies - la ciencia de superficies es el estudio de los fenómenos físicos y químicos que ocurren en la interfase de dos fases, incluidas las interfaces sólido-líquido, interfaces sólido-gas, interfaces sólido-vacío, e interfaces de gas líquido.
- Ciencias de la Tierra - plazo para las ciencias relacionadas con el planeta Tierra que todo lo abarca. Ciencias de la Tierra, y todas sus ramas, son ramas de la ciencia física.
  - Ciencias atmosféricas - término general para el estudio de la atmósfera, sus procesos, los efectos de otros sistemas tienen en la atmósfera, y los efectos de la atmósfera sobre estos otros sistemas.
  - Biogeografía - estudio de la distribución de las especies (biología), organismos y ecosistemas en el espacio geográfico y en el tiempo geológico.
  - Cartografía - estudio y práctica de la elaboración de mapas o globos.
  - Climatología - estudio del clima, científicamente definido como las condiciones climáticas promedio durante un período de tiempo
  - Geografía costera - estudio de la interfaz dinámica entre el océano y la tierra, que incorpora tanto la geografía física (es decir, la geomorfología costera, la geología y oceanografía) y la geografía humana (la sociología y la historia) de la costa.
  - Geodesia - disciplina científica que se ocupa de la medición y la representación de la Tierra, incluyendo su campo gravitatorio, en un espacio de tiempo variable tridimensional
  - Geografía - ciencia que estudia las tierras, las características, los habitantes, y fenómenos de la Tierra
  - Geoinformática - la ciencia y la tecnología que desarrolla y utiliza la infraestructura de ciencia de la información para hacer frente a los problemas de la geografía, ciencias de la tierra y las ramas de ingeniería relacionados.
  - Geología - estudio de la Tierra, con la exclusión general de la vida de hoy en día, el flujo en el océano, y el ambiente.
  - Geología planetaria - disciplina de las ciencias planetarias en cuestión con la geología de los cuerpos celestes como los planetas y sus lunas, asteroides, cometas y meteoritos.
  - Geomorfología - estudio científico de los accidentes geográficos y los procesos que los forma
  - Geoestadística - rama de la estadística se centra en los conjuntos de datos espaciales o espacio-temporales
  - Geofísica - Física de la Tierra y su entorno en el espacio; también el estudio de la Tierra usando métodos físicos cuantitativos.
  - Glaciología - estudio de los glaciares, o más generalmente el hielo y los fenómenos naturales que implican hielo.
  - Hidrología - estudio del movimiento, la distribución y la calidad del agua en la Tierra y otros planetas, incluyendo el ciclo hidrológico, los recursos hídricos y la sostenibilidad ambiental de cuencas hidrográficas.
  - Hidrogeología - área de la geología que se ocupa de la distribución y el movimiento de las aguas subterráneas en el suelo y las rocas de la corteza terrestre (comúnmente en acuíferos).
  - Mineralogía - estudio de la química, estructura cristalina, y física (incluyendo ópticos) propiedades de los minerales.
  - Meteorología - estudio científico interdisciplinario de la atmósfera que explica y pronostica fenómenos meteorológicos.
  - Oceanografía - rama de la ciencia que estudia la Tierra el océano
  - Paleoclimatología - estudio de los cambios en el clima tomadas a escala de toda la historia de la Tierra
  - Paleontología - estudio de la vida prehistórica
  - Petrología - rama de la geología que estudia el origen, composición, distribución y estructura de las rocas.
  - Limnología - estudio de las aguas continentales
  - Sismología - estudio científico de los terremotos y la propagación de ondas elásticas a través de la tierra oa través de otros cuerpos planetarios como
  - La ciencia del suelo - estudio del suelo como recurso natural en la superficie de la tierra incluyendo la formación del suelo, clasificación y cartografía; físicos, químicos, biológicos, y las propiedades de la fertilidad de los suelos; y estas propiedades en relación con el uso y manejo de los suelos.
  - Topografía - estudio de la forma de la superficie y características de la Tierra y otros objetos astronómicos observables incluyendo planetas, lunas y asteroides.
  - Vulcanología - estudio de los volcanes, lava, magma, y geológica relacionada, geofísicos y geoquímicos fenómenos.
- La ciencia del medio ambiente - un enfoque integrado y cuantitativa, e interdisciplinario para el estudio de los sistemas ambientales.
  - Ecología - estudio científico de la distribución y abundancia de los organismos vivos y cómo la distribución y abundancia se ven afectados por las interacciones entre los organismos y su medio ambiente.
  - Biología del agua dulce - estudio biológico científico de los ecosistemas de agua dulce y es una rama de Limnología
  - Biología marina - estudio científico de los organismos en el océano u otro marino o cuerpos de agua salobre
  - Parasitología - Parasitología es el estudio de los parásitos, sus anfitriones, y la relación entre ellos.
  - Dinámica de la población - Dinámica de poblaciones es la rama de las ciencias biológicas que estudia los cambios a corto plazo ya largo plazo en el tamaño y la composición por edades de la población, y los procesos biológicos y ambientales que influyen en esos cambios.
  - La ciencia del suelo ambiental - edafología ambiental es el estudio de la interacción de los seres humanos con la pedosfera, así como los aspectos críticos de la biosfera, la litosfera, la hidrosfera y la atmósfera.
  - Geografía ambiental - Los aspectos espaciales del entorno y de las relaciones entre los sistemas humano-ambientales.
  - Geología ambiental - Geología Ambiental, como la hidrogeología, es una ciencia aplicada se ocupa de la aplicación práctica de los principios de la geología en la resolución de problemas ambientales.
  - Toxicología - rama de la biología, la química y la medicina que se ocupa del estudio de los efectos adversos de las sustancias químicas en los organismos vivos.

* Biología - estudio de los organismos vivos.
- - Aerobiología - estudio de las partículas orgánicas en el aire
  - Agricultura - estudio de la producción de cultivos de la tierra, con un énfasis en las aplicaciones prácticas
  - Anatomía - estudio de la forma y la función, en las plantas, animales y otros organismos, o específicamente en los seres humanos
  - Anatomía humana - estudio científico de la morfología del ser humano adulto.
  - Astrobiología - estudio de la evolución, distribución y futuro de la vida en el universo, también conocida como la exobiología, exopaleontology y bioastronomía
  - Bioquímica - estudio de las reacciones químicas necesarias para que exista la vida y de la función, por lo general un enfoque en el nivel celular
  - Bioingeniería - estudio de la biología a través de los medios de la ingeniería con énfasis en el conocimiento aplicado y sobre todo relacionadas con la biotecnología
  - Biogeografía - estudio de la distribución de las especies espacial y temporalmente
  - Bioinformática - uso de tecnologías de la información para el estudio, la recogida y almacenamiento de datos biológicos genómica y otra
  - Biomatemática o Biología Matemática - estudio cuantitativo o matemática de los procesos biológicos, con un énfasis en el modelado
  - Biomecánica - a menudo considerado una rama de la medicina, el estudio de la mecánica de los seres vivos, con énfasis en la utilización aplicada a través de prótesis o aparatos ortopédicos
  - La investigación biomédica - estudio del cuerpo humano en la salud y la enfermedad
  - Biofísica - estudio de los procesos biológicos a través de la física, mediante la aplicación de las teorías y los métodos utilizados tradicionalmente en las ciencias físicas
  - Biotecnología - nuevo y rama veces polémico de la biología que estudia la manipulación de la materia viva, incluida la modificación genética y biología sintética
  - Biología de la construcción - estudio de las condiciones de vida de interior
  - Botánica - estudio de las plantas
  - La biología de la célula - estudio de la célula como una unidad completa, y las interacciones moleculares y químicas que ocurren dentro de una célula viva
  - Biología de la conservación - estudio de la conservación, protección o restauración del medio ambiente natural, los ecosistemas naturales, la vegetación y la fauna
  - Cronobiología - campo de la biología que estudia los fenómenos periódicos (cíclicos) en los organismos vivos y su adaptación a energía solar y ritmos relacionados con lunares.
  - Criobiología - estudio de los efectos de la baja que las temperaturas normalmente preferidos en los seres vivos.
  - Biología del desarrollo - estudio de los procesos a través del cual se forma un organismo, de cigoto a la estructura completa
    - Embriología - estudio del desarrollo de embriones (de fecundación hasta el nacimiento). Ver también topobiology.
    - Gerontología - estudio de los procesos de envejecimiento.

  - Ecología - estudio de las interacciones de los organismos vivos entre sí y con los elementos no vivos de su entorno
  - Biología ambiental - estudio del mundo natural, en su conjunto o en un área en particular, sobre todo porque ve afectada por la actividad humana
  - Factores principales componentes de la investigación en salud pública, el estudio que afectan a la salud de las poblaciones - Epidemiología
  - Evolución - cualquier cambio a través de generaciones sucesivas en las características hereditarias de las poblaciones biológicas.
    - Biología evolutiva - estudio del origen y descendencia de las especies a través del tiempo
    - Biología del desarrollo evolutivo - campo de la biología que compara los procesos de desarrollo de los diferentes organismos para determinar la relación ancestral entre ellos, y para descubrir cómo los procesos de desarrollo evolucionó.
    - Paleobiología - disciplina que combina los métodos y las conclusiones de la biología de la ciencia natural con los métodos y las conclusiones de la paleontología ciencias de la tierra.
    - Paleontología - estudio de los fósiles y la evidencia a veces geográfica de la vida prehistórica

  - Genética - estudio de los genes y la herencia
    - Genómica - disciplina en la genética relacionados con el estudio de los genomas de los organismos.
    - Proteómica - estudio a gran escala de proteínas, en particular sus estructuras y funciones
    - Genética de poblaciones - estudio de los cambios en las frecuencias génicas en

  - Histología - estudio de las células y tejidos, una rama de la anatomía microscópica
  - Biología integrativa - estudio de los organismos enteros
  - Limnología - estudio de las aguas continentales
  - Biología marina - estudio de los ecosistemas oceánicos, plantas, animales y otros seres vivos
  - Microbiología - estudio de los organismos microscópicos (microorganismos) y sus interacciones con los demás seres vivos
    - Bacteriología - estudio de las bacterias.
    - Virología - estudio de los virus y algunos otros agentes similares a virus

  - Biología Molecular - estudio de las funciones de biología y biológicos a nivel molecular, algunos con cruz sobre la bioquímica
    - Biología estructural - rama de la biología molecular, bioquímica, biofísica y se trate con la estructura molecular de macromoléculas biológicas

  - Morfología - En biología, morfología es una rama de la ciencia biológica que trata con el estudio de la forma y estructura de los organismos y sus características estructurales específicas.
  - Micología - estudio de los hongos
  - Oceanografía - estudio del océano, incluyendo la vida marina, el medio ambiente, la geografía, el clima y otros aspectos que influyen en el océano
  - Oncología - estudio de los procesos de cáncer, incluyendo el virus o la oncogénesis mutación, la angiogénesis y tejidos remoldings
    - Población biología - estudio de los grupos de organismos misma especie, incluyendo
    - Ecología población - estudio de cómo la dinámica de poblaciones y extinción

  - Genética de poblaciones - estudio de los cambios en las frecuencias génicas en las poblaciones de organismos
  - Biopatología o patología - estudio de las enfermedades y las causas, los procesos, la naturaleza, y el desarrollo de la enfermedad
  - Parasitología - estudio de parásitos y el parasitismo
  - Farmacología - estudio y aplicación práctica de la preparación, uso y efectos de las drogas y los medicamentos sintéticos
  - Fisiología - estudio del funcionamiento de los organismos vivos y de los órganos y partes de organismos vivos
  - Inmunología - esquema siguiente se proporciona como una descripción general de guía y de actualidad a la inmunología:
  - Kinesiología - Kinesiología, también conocida como cinética humana, es el estudio científico del movimiento humano
  - Neurobiología - estudio del sistema nervioso, incluyendo la anatomía, fisiología y patología
  - Neurociencia - ciencia interdisciplinaria que estudia el sistema nervioso
  - Histología -
  - Fitopatología - estudio de las enfermedades de las plantas (también llamado Fitopatología)
  - Psicobiología - estudio de las bases biológicas de la psicología
  - Sociobiología - estudio de las bases biológicas de la sociología
  - Sistemática - estudio de la diversificación de las formas de vida, tanto en el pasado y el presente, y las relaciones entre los seres vivos a través del tiempo
  - Cladistica - método de clasificación de especies de organismos en grupos llamados clados, que consisten en un organismo antecesor y todos sus descendientes (y nada más)
  - Filogenia - estudio de la relación evolutiva entre los grupos de organismos (por ejemplo, especies, poblaciones), que se descubre a través de la secuencia de datos moleculares y matrices de datos morfológicos
  - Taxonomía - ciencia de la identificación y nomenclatura de las especies, y organizándolos en una clasificación.
  - Zoología - estudio de los animales, incluida la clasificación, la fisiología, el desarrollo, y el comportamiento
    - Aracnología - estudio científico de las arañas y animales relacionados tales como escorpiones, pseudoescorpiones, segadores, colectivamente llamados arácnidos.
      - Acarología - estudio del taxón de arácnidos que contiene ácaros y garrapatas

    - Entomología - estudio de los insectos
      - Mirmecología - estudio científico de las hormigas, una rama de la entomología
      - Coleopterología - estudio de escarabajos
      - Lepidopterología - estudio de un gran orden de insectos que incluye las polillas y mariposas (lepidópteros llamados)

    - Etología - estudio del comportamiento animal
    - Helmintología - estudio de gusanos, gusanos especialmente parasitarias
    - Herpetología - estudio de reptiles y anfibios
    - Ictiología - estudio de los peces
    - Malacología - rama de la zoología de invertebrados que se ocupa del estudio de los moluscos (moluscos o moluscos), que es el segundo filo de animales en términos de especies descritas después de los artrópodos.
    - Mastozoología - estudio de los mamíferos
      - Cetología - rama de la ciencia de los mamíferos marinos que estudia las aproximadamente ochenta especies de ballenas, delfines y marsopas en el orden científico Cetacea.
      - Antropología física - estudia el desarrollo del entorno físico de la especie humana.

    - Nematología - disciplina científica se ocupa del estudio de los nematodos o gusanos redondos
    - Ornitología - estudio de las aves

### Ciencia formal
Ciencia formal - ramas del conocimiento que se ocupa de los sistemas formales, tales como: la lógica, las matemáticas, la informática teórica, teoría de la información, teoría de juegos, teoría de sistemas, teoría de la decisión, las estadísticas, y algunos aspectos de la lingüística. 
A diferencia de otras ciencias, las ciencias formales no tienen que ver con la validez de las teorías basadas en observaciones en el mundo real, sino con las propiedades de los sistemas formales basados en definiciones y normas.
- Informática - estudio de los fundamentos teóricos de la información y la computación y su ejecución y aplicación de los sistemas informáticos. (Ver también Ramas de Ciencias de la Computación y ACM Sistema de Clasificación de Informática)
- Teoría de la computación - rama que se ocupa de si y cómo de manera eficiente los problemas pueden resolverse en un modelo de cálculo, utilizando un algoritmo
  - Teoría de Autómatas - estudio de los objetos matemáticos llamados máquinas abstractas o autómatas y los problemas de cálculo que se pueden resolver de usarlos.
  - Los lenguajes formales - conjunto de cadenas de símbolos.
  - Teoría de la computabilidad - rama de la lógica matemática y ciencias de la computación que se originó en la década de 1930 con el estudio de las funciones computables y grados de Turing.
  - Teoría de la complejidad computacional - rama de la teoría de la computación en la informática teórica y las matemáticas que se centra en la clasificación de problemas de cálculo en función de su dificultad inherente, y relacionar estas clases entre sí
  - Teoría de la concurrencia - En informática, la concurrencia es una propiedad de los sistemas en los que varios cálculos están ejecutando al mismo tiempo, y, potencialmente, que interactúan entre sí
- Algoritmos - paso a paso el procedimiento para el cálculo
  - Algoritmos aleatorios - algoritmo que emplea un grado de aleatoriedad como parte de su lógica.
  - Algoritmos distribuidos - algoritmo diseñado para ejecutarse en hardware construidos a partir de procesadores interconectados
  - Algoritmos Paralelos - algoritmo que se puede ejecutar una pieza a la vez en muchos diversos dispositivos de procesamiento, y luego poner de nuevo juntos de nuevo al final para obtener el resultado correcto.
- Estructura de datos - en particular manera de almacenar y organizar los datos en una computadora para que pueda ser utilizado de manera eficiente.
- Arquitectura Informática - En informática y la ingeniería, la arquitectura de computadores es el arte práctico de selección y la interconexión de los componentes de hardware para crear equipos que cumplen funcionales, de rendimiento y los objetivos de costes y el modelado formal de esos sistemas.
  - Diseño Very Large Scale Integration - proceso de creación de circuitos integrados mediante la combinación de miles de transistores en un solo chip
- Sistemas operativos - conjunto de software que gestiona los recursos de hardware de ordenador y proporciona servicios comunes para los programas de ordenador
- Comunicaciones informáticas (redes) - colección de componentes de hardware y computadoras interconectadas por canales de comunicación que permiten el intercambio de recursos e información
- Teoría de la información - rama de las matemáticas aplicadas y la ingeniería eléctrica que involucran la cuantificación de la información
- Internet - sistema mundial de redes de computadoras interconectadas que utilizan la familia de protocolos de Internet estándar (a menudo llamado TCP / IP, aunque no todas las aplicaciones utilizan TCP) para servir a miles de millones de usuarios en todo el mundo.
- World Wide Web - parte de la Internet; sistema de documentos de hipertexto interconectados que se accede a través de Internet.
  - Computación inalámbrica - cualquier tipo de red de computadoras que no está conectado por cables de ningún tipo.
- Informática móvil - forma de interacción persona-ordenador en la que se espera una computadora para ser transportados durante el uso normal.
- Seguridad informática - rama de la tecnología informática conocida como seguridad de la información tal como se aplica a las computadoras y redes.
- Fiabilidad - enfoque de diseño e implementación del sistema de servicio asociado que asegure un nivel preestablecido de rendimiento operativo se reunieron durante un periodo de medición contractual.
- Criptografía - práctica y el estudio de ocultar información.
- Diseño de tolerancia a fallos - propiedad que permite que un sistema (a menudo equipo basado) para seguir funcionando correctamente en caso del fracaso de (o uno o más defectos dentro) algunos de sus componentes
- Distributed computing - campo de la informática que los estudios de sistemas distribuidos
- La computación grid - federación de recursos informáticos de múltiples dominios administrativos para alcanzar un objetivo común
- La computación paralela - forma de cálculo en la que muchos cálculos se llevan a cabo simultáneamente, funciona sobre el principio de que los grandes problemas a menudo se pueden dividir en los más pequeños, que luego se resuelven simultáneamente ("en paralelo").
- Computación de alto rendimiento - equipo en la primera línea de la capacidad de procesamiento actual, en particular la velocidad de cálculo
- La computación cuántica - dispositivo para el cálculo que hace uso directo de los fenómenos de la mecánica cuántica, como la superposición y el entrelazamiento, para realizar operaciones en los datos
- Gráficos por ordenador - gráficos creados con las computadoras y, más en general, la representación y manipulación de los datos de la imagen en un ordenador con la ayuda de software especializado y hardware.
- El procesamiento de imágenes - cualquier forma de procesamiento de señales para las que la entrada es una imagen, como una fotografía o cuadro de video; la salida de procesamiento de imagen puede ser una imagen o un conjunto de características o parámetros relacionados con la imagen
- Visualización Científica - rama interdisciplinaria de la ciencia según friendly (2008) "refiere principalmente a la visualización de tres dimensiones fenómenos (arquitectónica, meteorológico, médico, biológico, etc.), donde el énfasis está en las representaciones realistas de los volúmenes, superficies, iluminación fuentes, y así sucesivamente, tal vez con una dinámica (tiempo) componente ".
- Geometría Computacional - rama de la informática dedicada al estudio de los algoritmos que pueden ser establecida en términos de la geometría
- Ingeniería de software - la aplicación de una disciplina, enfoque sistemático y cuantificable al desarrollo, operación y mantenimiento de software; que es la aplicación de la ingeniería de software
- Los métodos formales - en particular tipo de técnicas basadas matemáticamente para la especificación, desarrollo y verificación de los sistemas de software y hardware
- Verificación formal - acto de probar o refutar la corrección de algoritmos destinados subyacentes de un sistema con respecto a una cierta especificación formal o propiedad, el uso de métodos formales de las matemáticas
- Los lenguajes de programación - lengua artificial diseñada para comunicar instrucciones a una máquina, particularmente una computadora
- Paradigmas de programación - estilo fundamental de la programación de computadoras
- Orientada a objetos programación - programación paradigma usando "objetos" - estructuras de datos que consta de campos de datos y los métodos junto con sus interacciones - para diseñar aplicaciones y programas informáticos
- La programación funcional - paradigma de programación que trata la computación como la evaluación de las funciones matemáticas y evita los datos estatales y mutables
- La semántica del programa - campo se ocupa del estudio matemático riguroso del significado de los lenguajes de programación
- Tipo teoría - cualquiera de varios sistemas formales que pueden servir como alternativa a la teoría de conjuntos ingenua, o el estudio de tales formalismos en general
- Compiladores - programa de ordenador (o conjunto de programas) que transforma el código fuente escrito en un lenguaje de programación (el idioma de origen) en otro lenguaje de programación (el idioma de destino, a menudo tiene un formato binario conocido como código objeto)
- Lenguajes de programación concurrentes - forma de computación en el que los programas están diseñados como colecciones de interactuar procesos computacionales que se pueden ejecutar en paralelo
- La ciencia de la información - campo interdisciplinario principalmente con el análisis, recopilación, clasificación, manipulación, almacenamiento, recuperación y difusión de la información
- Base de datos - organizada colección de datos, hoy normalmente en forma digital
- Base de datos relacional - colección de elementos de datos organizada como un conjunto de tablas descritas formalmente a partir del cual se puede acceder a datos fácilmente
- Base de datos distribuida - la base de datos en la que los dispositivos de almacenamiento no son todos unidos a una CPU común.
- Base de datos de objetos - sistema de gestión de base de datos en la que la información se representa en la forma de los objetos tal como se utiliza en la programación orientada a objetos
- Multimedia - medios y contenidos que utiliza una combinación de diferentes formas de contenido.
- Hipermedia - sistema de recuperación de información basado en computadoras que permite a un usuario para obtener o proporcionar acceso a los textos, audio y grabaciones de vídeo, fotografías y gráficos por ordenador relacionados con un tema en particular.
- La minería de datos - proceso que resulta en el descubrimiento de nuevos patrones en grandes conjuntos de datos
- Recuperación de la información - área de estudio de que se trate con la búsqueda de documentos, para obtener información dentro de los documentos, y para los metadatos sobre los documentos, así como la de la búsqueda de almacenamiento estructurado, bases de datos relacionales, y la World Wide Web.
- La inteligencia artificial - rama de la informática que se ocupa de la conducta inteligente, el aprendizaje y la adaptación de las máquinas.
- Razonamiento automatizado - área de ciencias de la computación y la lógica matemática dedicada a entender diferentes aspectos del razonamiento.
- Visión por computador - campo que incluye métodos para adquirir, procesar, analizar y comprender las imágenes y, en general, los datos de alta dimensión del mundo real con el fin de producir información numérica o simbólica, por ejemplo, en las formas de decisiones.
- Aprendizaje automático - disciplina científica se ocupa del diseño y desarrollo de algoritmos que permiten a los ordenadores evolucionan comportamientos basados en datos empíricos, como a partir de datos de los sensores o bases de datos
- Red neuronal artificial - modelo matemático o un modelo computacional que se inspira en la estructura y / o aspectos funcionales de las redes neuronales biológicas
- Procesamiento de lenguaje natural - campo de la informática, la inteligencia artificial (también llamado máquina de aprendizaje), y de la lingüística que se ocupan de las interacciones entre las computadoras y los idiomas (naturales) humanos.
- La lingüística computacional - campo interdisciplinario que trata con el modelado estadístico o basado en reglas de lenguaje natural desde una perspectiva computacional.
- Los sistemas expertos - sistema informático que emula la capacidad de toma de decisiones de un experto humano
- Robótica - rama de la tecnología que se ocupa del diseño, construcción, operación, disposición estructural, fabricación y aplicación de robots
- La interacción persona-ordenador - estudio, planificación y diseño de la interacción entre las personas (usuarios) y las computadoras.
- Análisis numérico - estudio de algoritmos que utilizan aproximación numérica (en oposición a manipulaciones simbólicas generales) para los problemas de análisis matemático (a diferencia de las matemáticas discreta).
- Algebraico (simbólico) - se refiere a algoritmos y software para la manipulación de expresiones matemáticas y ecuaciones en forma simbólica, en oposición a la manipulación de las aproximaciones de cantidades numéricas específicas representadas por dichos símbolos. Las aplicaciones de software que realizan cálculos simbólicos se denominan sistemas de álgebra computacional.
- Teoría de números computacional]] - estudio de algoritmos para realizar cálculos numéricos teóricos
- Matemática computacional - implica la investigación matemática en las áreas de la ciencia, donde la informática juega un papel central y esencial, haciendo hincapié en los algoritmos, métodos numéricos y métodos simbólicos
- Computación científica (ciencia computacional)]] -
- [[Biología computacional (bioinformática)]] - implica el desarrollo y aplicación de métodos de datos analíticos y teóricos, modelos matemáticos y técnicas de simulación computacional para el estudio de los sistemas biológicos, conductuales y sociales.
- La ciencia computacional - subcampo de la informática ocupa de la construcción de modelos matemáticos y técnicas de análisis cuantitativos y el uso de computadoras para analizar y resolver problemas científicos
- La química computacional - rama de la química que utiliza principios de la informática para ayudar en la solución de problemas químicos
- Neurociencia computacional - estudio de la función cerebral en términos de las propiedades de procesamiento de información de las estructuras que conforman el sistema nervioso.
- Asistido por ordenador de ingeniería - amplio uso de software de computadora para ayudar en las tareas de ingeniería.
- Análisis de elementos finitos - técnica numérica para encontrar soluciones aproximadas de ecuaciones diferenciales parciales (PDE), así como las ecuaciones integrales.
- Dinámica de fluidos computacional]] - rama de la mecánica de fluidos que utiliza métodos numéricos y algoritmos para resolver y analizar problemas que implican flujos de fluidos.
- Economía computacional - disciplina de investigación en la interfaz entre la informática y la ciencia económica y la gestión
- Sociología computacional - rama de la sociología que utiliza métodos computacionalmente intensivas para analizar y modelar los fenómenos sociales.
- Finanzas computacional - campo interdisciplinario que se basa en la inteligencia computacional, matemática financiera, métodos numéricos y simulaciones por ordenador para tomar decisiones comerciales, de cobertura y de inversión, así como facilitar la gestión de los riesgos de esas decisiones
- Humanities Computing (Humanidades Digitales) - área de la investigación, la enseñanza y la creación en cuestión con la intersección de la informática y las disciplinas de las humanidades
- Sistemas de información - estudio de las redes complementarias de hardware y software que la gente y las organizaciones utilizan para recoger, filtrar, procesar, crear y distribuir datos
- Informática a empresas - tecnología de la información combinando la disciplina (TI), la informática y los conceptos de gestión.
- Tecnología de la información -
- Los sistemas de información de gestión - proporciona información que se necesita para gestionar las organizaciones de manera eficiente y eficaz
- Informática de la salud - la disciplina en la intersección de la ciencia de la información, ciencias de la computación, y el cuidado de la salud.
- Matemáticas - buscar las verdades fundamentales en el patrón, la cantidad, y el cambio.
- Álgebra - una de las principales ramas de las matemáticas, se refiere al estudio de la estructura, relación y cantidad.
- La teoría de grupos - estudia las estructuras algebraicas conocidas como grupos.
- Representación Group - describir grupos abstractos en términos de transformaciones lineales de espacios vectoriales
- Teoría Ring - estudio de las estructuras de anillo algebraica en la que la suma y la multiplicación se definen y tienen propiedades similares a los que están familiarizados de los números enteros
- La teoría de campo - rama de las matemáticas que estudia las propiedades de los campos
- Álgebra lineal - rama de las matemáticas en relación con los espacios vectoriales de dimensión finita o numerable infinitas, así como aplicaciones lineales entre dichos espacios.
- Espacio vectorial - estructura matemática formada por una colección de vectores: los objetos que se pueden añadir juntos y multiplicados ("escalar") por números, llama escalares en este contexto.
- Álgebra multilineal - amplía los métodos de álgebra lineal
- Álgebra de Lie - estructura algebraica cuyo uso principal es en el estudio de objetos geométricos, como los grupos de Lie y variedades diferenciables
- Álgebra asociativa - anillo asociativo que tiene una estructura compatible de un espacio vectorial sobre un determinado campo K o, más generalmente, de un módulo sobre un anillo conmutativo R.
- Álgebra no asociativa - espacio K-vector (o más generalmente un módulo) A equipada con un mapa-K bilineal
- Álgebra universal - campo de las matemáticas que estudia a sí mismos estructuras algebraicas, no ejemplos ("modelos") de las estructuras algebraicas
- Álgebra homológica - rama de las matemáticas que estudia homología en un entorno algebraico en general
- Teoría categoría - área de estudio en matemáticas que examina de forma abstracta las propiedades de determinados conceptos matemáticos, por la formalización de ellos como colecciones de objetos y flechas (también llamadas morfismos, aunque este término también tiene una, no la categoría-teórico específico sentido) , donde estas colecciones cumplen algunas condiciones básicas
- Teoría del enrejado - parcialmente conjunto ordenado en el que cualquiera de los dos elementos tienen una supremo único (también llamado un límite superior o unirse a menos) y un ínfimo único (también llamado un extremo inferior o se encuentran).
- Teoría de orden - rama de las matemáticas que investiga nuestra noción intuitiva de orden usando relaciones binarias.
- Álgebra diferencial - álgebras equipados con una derivación, que es una función unaria que es lineal y satisface la regla del producto Leibniz.
- Análisis - rama de las matemáticas puras que incluye las teorías de la diferenciación, la integración y la medida, los límites, las series infinitas, y las funciones analíticas
- Análisis real - rama del análisis matemático tratar con el conjunto de los números y funciones de una variable real reales.
- Cálculo - rama de las matemáticas se centraron en los límites, funciones, derivadas, integrales y series infinitas.
- Análisis complejo - rama del análisis matemático que investiga las funciones de números complejos
- Análisis funcional - rama del análisis matemático, cuyo núcleo está formado por el estudio de los espacios vectoriales dotados de algún tipo de estructura relacionada límite (por ejemplo interior del producto, norma, topología, etc.) y los operadores lineales que actúan sobre estos espacios y respetando estas estructuras en un sentido adecuado
- Teoría del operador - rama de análisis funcional que se centra en los operadores lineales acotados, pero que incluye operadores cerrados y los operadores no lineales.
- Análisis no estándar - rama de las matemáticas clásicas que formula análisis utilizando una noción rigurosa de un número infinitesimal.
- Análisis armónico - rama de las matemáticas que se ocupan de la representación de las funciones o señales como la superposición de ondas básicas, y el estudio de y la generalización de las nociones de series de Fourier y transformadas de Fourier.
- p-adic análisis - rama de la teoría de los números que se ocupa del análisis matemático de las funciones de los números p-adic.
- Ecuaciones diferenciales ordinarias - ecuación diferencial ordinaria (ODE) es una ecuación en la que sólo hay una variable independiente y uno o más derivados de una variable dependiente con respecto a la variable independiente, de modo que todos los derivados que se producen en la ecuación son derivadas ordinarias.
- Ecuaciones diferenciales parciales - ecuación diferencial que contiene funciones de varias variables desconocidas y sus derivadas parciales.
- Teoría de la probabilidad - rama de las matemáticas que se ocupan de la probabilidad, el análisis de los fenómenos aleatorios.
- Mida la teoría - de forma sistemática para asignar un número a cada subconjunto adecuado de ese conjunto, intuitivamente interpretado como su tamaño.
- Teoría ergódica - rama de las matemáticas que estudia los sistemas dinámicos con una medida invariante y problemas relacionados.
- Proceso estocástico - colección de variables aleatorias; esto se utiliza a menudo para representar la evolución de un valor aleatorio, o sistema, a través del tiempo.
- Geometría - rama de las matemáticas que se ocupan de cuestiones de forma, tamaño, posición relativa de las cifras, y las propiedades del espacio. La geometría es una de las más antiguas ciencias matemáticas.
- Topología - gran área de las matemáticas relacionadas con las propiedades que se conservan bajo deformaciones continuas de objetos, tales como deformaciones que involucran estiramiento, pero sin desgarro o encolado.
- Topología general - rama de la topología que estudia las propiedades de los espacios topológicos y estructuras definidas en ellos.
- Topología algebraica - rama de las matemáticas que utiliza herramientas de álgebra abstracta para estudiar espacios topológicos
- Topología geométrica - estudio de variedades y aplicaciones entre ellas, en particular embebimientos de una variedad en otra.
- Topología diferencial - campo de tratar con funciones diferenciables en variedades diferenciables
- Geometría algebraica - rama de las matemáticas que combina técnicas de álgebra abstracta, álgebra conmutativa, en especial con el lenguaje y los problemas de la geometría
- Geometría diferencial - disciplina matemática que utiliza las técnicas del cálculo diferencial y cálculo integral, así como el álgebra lineal y álgebra multilineal, para estudiar los problemas de la geometría
- Geometría proyectiva - estudio de las propiedades geométricas que son invariantes bajo transformaciones proyectivas
- Geometría afín - estudio de las propiedades geométricas que permanecen sin cambios por transformaciones afines
- La geometría no-euclidiana - cualquiera de las dos geometrías específicas que son, hablando en términos generales, obtenido mediante la negación del postulado de las paralelas de Euclides, es decir, la geometría hiperbólica y elíptica.
- Geometría convexa - rama de la geometría que estudia conjuntos convexos, sobre todo en el espacio euclidiano.
- Geometría discreta - rama de la geometría que estudia las propiedades combinatorias y métodos constructivos de objetos geométricos discretos.
- Trigonometría -
- Teoría de números - rama de las matemáticas puras dedicados principalmente al estudio de los números enteros
- La teoría analítica de números - rama de la teoría de los números que utiliza métodos de análisis matemático para resolver problemas sobre los números enteros
- Teoría algebraica de números - importante rama de la teoría de los números que estudia las estructuras algebraicas relacionadas con enteros algebraicos
- Número geométricos teoría - estudios cuerpos convexos y vectores de enteros en el espacio n-dimensional
- Lógica y Fundamentos de las matemáticas - subcampo de las matemáticas con estrechas relaciones con los fundamentos de las matemáticas, la informática teórica y la lógica filosófica.
- La teoría de conjuntos - rama de las matemáticas que estudia los conjuntos, que son colecciones de objetos
- Teoría de la prueba - rama de la lógica matemática que representa pruebas como objetos matemáticos formales, facilitando su análisis por técnicas matemáticas
- La teoría de modelos - estudio de (clases de) estructuras matemáticas (por ejemplo, grupos, campos, gráficos, universos de la teoría de conjuntos), utilizando herramientas de la lógica matemática
- Teoría de la repetición - rama de la lógica matemática y ciencias de la computación que se originó en la década de 1930 con el estudio de las funciones computables y grados de Turing
- Modal lógica - tipo de lógica formal desarrollado principalmente en la década de 1960 que se extiende clásica lógica proposicional y de predicados para incluir operadores expresan modalidad
- La lógica intuicionista - sistema de la lógica simbólica que difiere de la lógica clásica en su definición del significado de un enunciado es verdadero
- Matemáticas aplicadas - rama de las matemáticas que se ocupa de los métodos matemáticos que se utilizan normalmente en la ciencia, la ingeniería, los negocios y la industria.
- Estadística matemática - estudio de las estadísticas de un punto de vista matemático, utilizando la teoría de probabilidad, así como otras ramas de las matemáticas tales como álgebra y análisis lineal
- Probabilidad - probabilidad o posibilidad de que algo es el caso o va a suceder
- Econometría - aplicación de las matemáticas y los métodos estadísticos a los datos económicos
- La ciencia actuarial - disciplina que aplica métodos matemáticos y estadísticos para evaluar el riesgo en las industrias de seguros y finanzas.
- Demografía - estudio estadístico de las poblaciones humanas y subpoblaciones.
- Teoría de aproximación - estudio de cómo funciona mejor se pueden aproximar con funciones más simples y con cuantitativamente la caracterización de los errores introducidos por el mismo.
- Análisis numérico - estudio de algoritmos que utilizan aproximación numérica (en oposición a manipulaciones simbólicas generales) para los problemas de análisis matemático (a diferencia de las matemáticas discreta).
- Optimización (programación matemática) - Selección de un mejor elemento de un conjunto de alternativas disponibles.
- La investigación de operaciones - estudio de la aplicación de métodos analíticos avanzados para ayudar a tomar mejores decisiones
- La programación lineal - método matemático para determinar la manera de lograr el mejor resultado (como máximo beneficio o costo más bajo) en un modelo matemático dado por alguna lista de requisitos representado como relaciones lineales
- Sistemas dinámicos - concepto en matemáticas cuando una norma fija describe la dependencia del tiempo de un punto en un espacio geométrico
- La teoría del caos - estudio del comportamiento de los sistemas dinámicos que son altamente sensibles a las condiciones iniciales, un efecto que se conoce popularmente como el efecto mariposa.
- La geometría fractal - juego matemático que tiene una dimensión fractal que generalmente excede su dimensión topológica y pueden caer entre los enteros.
- La física matemática - desarrollo de métodos matemáticos para su aplicación a los problemas de la física
- Teoría cuántica de campos - marco teórico para la construcción de modelos de la mecánica cuántica de sistemas clásicamente parametrizados (representados) por un número infinito de grados de libertad, es decir, campos y (en un contexto de la materia condensada) Sistemas de muchos cuerpos.
- La mecánica estadística - rama de la física que se aplica la teoría de probabilidades, que contiene herramientas matemáticas para hacer frente a grandes poblaciones, el estudio del comportamiento termodinámico de sistemas compuestos por un gran número de partículas.
- Teoría de la información - rama de las matemáticas aplicadas y la ingeniería eléctrica que involucran la cuantificación de la información.
- Criptografía - estudio de los medios de información oscureciendo, tales como códigos y cifras
- Combinatoria - rama de las matemáticas en relación con el estudio de las estructuras discretas finitas o contables
- Codificación de la teoría - estudio de las propiedades de los códigos y de su aptitud para una aplicación específica
- La teoría de grafos - estudio de las gráficas, estructuras matemáticas utiliza para modelar las relaciones entre pares de objetos desde una cierta colección
- La teoría de juegos - estudio de la toma de decisiones estratégicas. Más formalmente, es "el estudio de modelos matemáticos de los conflictos y la cooperación entre los responsables de tomar decisiones racionales inteligentes."
- Estadísticas - recopilación, análisis, interpretación y presentación de los datos.
- Estadísticas computacional - interfaz entre la estadística y la informática.
- La minería de datos - proceso que resulta en el descubrimiento de nuevos patrones en grandes conjuntos de datos
- Regresión - estimaciones de la esperanza condicional de la variable dependiente, dadas las variables independientes - es decir, el valor promedio de la variable dependiente cuando las variables independientes se mantienen fijos.
- Simulación - Simulación es la imitación de la operación de un proceso en el mundo real o el sistema en el tiempo. El acto de simular algo primero requiere que se desarrolló un modelo; este modelo representa las características clave o comportamientos del sistema físico o abstracto o proceso seleccionado. El modelo representa el sistema en sí, mientras que la simulación representa el funcionamiento del sistema en el tiempo.
- Bootstrap (estadísticas) - método de asignación de medidas de precisión para probar estimaciones (Efron y Tibshirani 1993).
- Diseño de experimentos - diseño de cualquier ejercicio de recopilación de información, donde la variación está presente, ya sea bajo el control total del experimentador o no
- Bloquear diseño - establecer, junto con una familia de subconjuntos (subconjuntos repetidas se permite a veces), cuyos miembros se eligen para satisfacer un conjunto de propiedades que se consideran útiles para una aplicación particular.
- Análisis de varianza - colección de modelos estadísticos y sus procedimientos asociados, en los que la variación observada en una determinada variable se divide en componentes atribuibles a diferentes fuentes de variación.
- Metodología de superficie de respuesta - explora las relaciones entre varias variables explicativas y una o más variables de respuesta.
- Estadísticas de Ingeniería - Ingeniería estadísticas combina la ingeniería y estadísticas
- La estadística espacial - cualquiera de las técnicas formales que estudian entidades que utilizan sus propiedades topológicas, geométricas o geográficas.
- Estadísticas sociales - uso de sistemas de medición de estadísticas para el estudio de la conducta humana en un entorno social
- Modelado estadístico - la formalización de las relaciones entre las variables en forma de ecuaciones matemáticas
- Bioestadística - aplicación de la estadística a una amplia gama de temas en la biología.
- Epidemiología - estudio de la distribución y los patrones de-eventos-salud, características de salud y sus causas o influencias en poblaciones bien definidas.
- El análisis multivariado - la observación y el análisis de más de una variable estadística a la vez.
- Modelo de ecuaciones estructurales - técnica estadística para la prueba y la estimación de las relaciones causales utilizando una combinación de datos estadísticos y las hipótesis causales cualitativos.
- Series de tiempo - secuencia de puntos de datos, medida típicamente en instantes de tiempo sucesivos espaciados a intervalos de tiempo uniformes.
- Teoría Fiabilidad - describe la probabilidad de un sistema de completar su función prevista durante un intervalo de tiempo.
- Control de calidad - proceso por el cual las entidades revisan la calidad de todos los factores que intervienen en la producción.
- La teoría estadística - proporciona una base para toda la gama de técnicas, tanto en el diseño del estudio y análisis de datos, que se utilizan dentro de las aplicaciones de la estadística.
- Teoría de la decisión - identifica los valores, incertidumbres y otros temas relevantes en una decisión determinada, su racionalidad, y la decisión óptima resultante.
- Estadística matemática - estudio de las estadísticas desde el punto de vista matemático, utilizando la teoría de probabilidad, así como otras ramas de las matemáticas tales como álgebra y análisis lineal.
- Probabilidad - probabilidad o posibilidad de que algo es el caso o va a suceder.
- Muestra de la encuesta - proceso de selección de una muestra de elementos de una población objetivo con el fin de realizar una encuesta.
- La teoría del muestreo - estudio de la recolección, organización, análisis e interpretación de los datos.
- Metodología de la encuesta - campo que estudia la toma de muestras de individuos de una población con miras a hacer inferencias estadísticas sobre la población que utiliza la muestra.
- Sistemas de la ciencia - campo interdisciplinario de la ciencia que estudia la naturaleza de los sistemas complejos en la naturaleza, la sociedad y la ciencia.
- La teoría del caos - campo de estudio en matemáticas, con aplicaciones en varias disciplinas como la física, la ingeniería, la economía, la biología y la filosofía; estudia el comportamiento de los sistemas dinámicos que son altamente sensibles a las condiciones iniciales.
- Los sistemas complejos y Teoría de la complejidad - estudios cómo las relaciones entre las partes dan lugar a los comportamientos colectivos de un sistema y cómo el sistema interactúa y forma las relaciones con su entorno.
- Cibernética - estudio interdisciplinario de la estructura de los sistemas reguladores.
- Biocibernética - aplicación de la cibernética a la ciencia biológica, compuestas de disciplinas biológicas que se benefician de la aplicación de la cibernética: neurología, sistemas multicelulares y otros.
- La cibernética de ingeniería - campo de la cibernética, que se ocupa de la cuestión de la ingeniería de control de sistemas mecatrónicos, así como los sistemas químicos o biológicos.
- La cibernética de gestión - campo de la cibernética que se ocupan de la gestión y de las organizaciones.
- La cibernética Médicos - rama de la cibernética que ha sido fuertemente afectados por el desarrollo de la computadora, que aplica los conceptos de la cibernética a la investigación y la práctica médica.
- Nuevos Cibernética - estudio de los sistemas de autoorganización de acuerdo con Peter Harries-Jones (1988), "Más allá de los temas de la" primera "," viejos "o" "la cibernética originales y su política y las ciencias de control, a la autonomía y capacidades de los sistemas complejos auto-organización ".
- La cibernética de segundo orden - investiga la construcción de modelos de sistemas cibernéticos.
- La teoría de control - la teoría de control es una rama interdisciplinaria de la ingeniería y las matemáticas que se ocupa del comportamiento de los sistemas dinámicos. La entrada externa de un sistema se denomina la referencia. Cuando una o más variables de salida de un sistema deben seguir una cierta referencia en el tiempo, un controlador manipula las entradas a un sistema para obtener el efecto deseado en la salida del sistema.
- Ingeniería de control - la disciplina de ingeniería que aplica la teoría de control para diseñar sistemas con comportamientos deseados.
- Sistemas de control - dispositivo o conjunto de dispositivos para gestionar, de comando, directa o regular el comportamiento de los otros dispositivos o sistemas.
- Sistemas dinámicos - concepto en matemáticas cuando una norma fija describe la dependencia del tiempo de un punto en un espacio geométrico.
- La investigación de operaciones - estudio de la utilización de métodos analíticos avanzados para ayudar a tomar mejores decisiones.
- La dinámica de sistemas - se acercan a la comprensión del comportamiento de los sistemas complejos en el tiempo.
- El análisis de sistemas - estudio de conjuntos de entidades que interactúan, incluyendo análisis de sistemas informáticos.
- La teoría de sistemas - estudio interdisciplinario de los sistemas en general, con el objetivo de elucidar los principios que se pueden aplicar a todos los tipos de sistemas en todos los niveles de anidación en todos los campos de la investigación.
- Desarrollo la teoría de sistemas - perspectiva teórica general sobre el desarrollo biológico, la herencia y la evolución
- Teoría general de sistemas - estudio interdisciplinario de los sistemas en general, con el objetivo de elucidar los principios que se pueden aplicar a todos los tipos de sistemas en todos los niveles de anidación en todos los campos de la investigación.
- Sistemas invariantes en el tiempo lineales - investiga la respuesta de un sistema lineal invariante en el tiempo y a una señal de entrada arbitraria.
- La teoría del sistema matemático - área de las matemáticas utilizadas para describir el comportamiento de los sistemas dinámicos complejos, por lo general mediante el empleo de ecuaciones diferenciales o ecuaciones en diferencias.
- Biología de sistemas - varias tendencias relacionadas en la investigación de biociencias, y un movimiento que se basa en esas tendencias.
- Sistemas de la ecología - campo interdisciplinario de la ecología, la adopción de un enfoque holístico para el estudio de los sistemas ecológicos, especialmente los ecosistemas.
- Ingeniería de sistemas - campo interdisciplinario de la ingeniería se centra en cómo los proyectos de ingeniería complejos deben ser diseñados y gestionados durante sus ciclos de vida.
- Sistemas neurociencia - subdisciplina de la neurociencia y la biología de sistemas que estudia la función de los circuitos y sistemas neuronales.
- Sistemas de la psicología - rama de la psicología aplicada que estudia el comportamiento humano y la experiencia en sistemas complejos.

### Las ciencias sociales
Las ciencias sociales - estudio del mundo social construido entre los seres humanos. Las ciencias sociales por lo general se limita a una visión centrada en antropomórfica de estas interacciones con énfasis mínimo sobre el impacto involuntario de la conducta humana social sobre el entorno externo (físico, biológico, ecológico, etc.). 'Social' es el concepto de intercambio / influencia de las ideas, los pensamientos y las interacciones de relación (que resulta en la armonía, la paz, el enriquecimiento propio, el favoritismo, la malicia, la búsqueda de la justicia, etc.) entre los seres humanos. El método científico se utiliza en muchas ciencias sociales, aunque adaptado a las necesidades de la construcción social que se están estudiando.
Las ramas de las ciencias sociales (también conocido como las ciencias sociales)

### La ciencia aplicada
La ciencia aplicada - rama de la ciencia que aplica los conocimientos científicos existentes para desarrollar aplicaciones más prácticas, incluidas las invenciones y otros avances tecnológicos.
Las ramas de la ciencia aplicada (también conocido como las ciencias aplicadas)

## Cómo difieren los campos científicos
- La ciencia exacta - cualquier campo de la ciencia capaz de expresión cuantitativa exacta o predicciones precisas y rigurosos métodos de prueba de hipótesis, especialmente experimentos reproducibles involucran predicciones cuantificables y medidas.
- Ciencia fundamental - la ciencia que describe los objetos más básicos, fuerzas, las relaciones entre ellos y las leyes que los rigen, de manera que todos los demás fenómenos puede ser, en principio, derivado de ellos siguiendo la lógica del reduccionismo científico.
- Duro y suave la ciencia - términos coloquiales usados a menudo cuando se comparan los campos científicos de la investigación académica o de becas, con el significado dura percibida como más científica, rigurosa o precisa.

## Política de la ciencia
- Tecnología de punta - innovación que ayuda a crear una nueva red de mercado y el valor, y, finalmente, va a alterar un mercado y el valor de la red existente (en unos pocos años o décadas), desplazando a una tecnología anterior.
- Audiencias evolución Kansas - serie de audiencias celebradas en Topeka, Kansas, Estados Unidos 5 hasta 12 may 2005 por la Junta de Educación de Kansas y su Comité de Audiencias Consejo Estatal de Ciencia para cambiar cómo se enseña la evolución y el origen de la vida en pública del estado clases de ciencias de la escuela secundaria.
- Lista de libros sobre la política de la ciencia - lista de libros sobre la política de la ciencia.
- La politización de la ciencia - politización de la ciencia es la manipulación de la ciencia con fines políticos.
- Ciencia por el comunicado de prensa - se refiere a los científicos que ponen un enfoque inusual en dar a conocer los resultados de la investigación en los medios.

## Historia de la ciencia
Historia de la ciencia
- Historia de la ciencia en general - Lógica Matemática Matemática Estadística matemática Informática
- Historia del método científico - historia del método científico es una historia de la metodología de la investigación científica, como diferenciados de una historia de la ciencia en general.
- Teorías / sociología de la ciencia - la sociología y la filosofía de la ciencia, así como todo el campo de estudios de la ciencia, tienen en el siglo XX ha ocupado de la cuestión de los patrones a gran escala y las tendencias en el desarrollo de la ciencia, y haciendo preguntas acerca de cómo ciencia "funciona", tanto en un sentido filosófico y práctico.
- Historiografía - estudio de la historia y la metodología de la subdisciplina de la historia, conocida como la historia de la ciencia, incluyendo sus aspectos y prácticas disciplinarias (métodos, teorías, escuelas) y al estudio de su propio desarrollo histórico ("Historia de la Historia de la ciencia ", es decir, la historia de la disciplina llamada Historia de la Ciencia).
- Historia de la pseudociencia - historia de la pseudociencia es el estudio de teorías pseudocientíficas en el tiempo. Una pseudociencia es un conjunto de ideas que se presenta como la ciencia, mientras que no cumple los criterios para ser correctamente llamados tales.
- Cronología de los descubrimientos científicos - muestra la fecha de publicación de las principales teorías y descubrimientos científicos, junto con el descubridor. En muchos casos, los descubrimientos abarcaban varios años.
- Cronología del pensamiento científico - enumera los principales puntos de interés a través de toda la filosofía científica y ciencias metodológicas.

### Por periodo
- Historia de la ciencia en las primeras culturas - la historia de la ciencia en las primeras culturas se refiere al estudio de protociencia en la historia antigua, antes del desarrollo de la ciencia en la Edad Media.
- Historia de la ciencia en la Antigüedad Clásica - historia de la ciencia en la antigüedad clásica abarca tanto aquellas investigaciones sobre el funcionamiento del universo destinadas a tales objetivos prácticos como el establecimiento de un calendario fiable o determinar cómo curar una variedad de enfermedades y esas investigaciones abstractas conocidas como filosofía natural .
- Historia de la ciencia en la Edad Media - La ciencia en la Edad Media comprendía el estudio de la naturaleza, incluyendo disciplinas prácticas, las matemáticas y la filosofía natural en la Europa medieval.
- Historia de la ciencia en el Renacimiento - Durante el Renacimiento, los grandes avances se produjo en la geografía, la astronomía, la química, la física, las matemáticas, la fabricación y la ingeniería.
- Ciencia e inventos de Leonardo da Vinci - gran pensador italiano, considerado como el epítome del "hombre del Renacimiento", mostrando habilidades en numerosos diversas áreas de estudio.
- Revolución Científico - revolución científica es una época asociada principalmente con los siglos 16 y 17, durante el cual las nuevas ideas y el conocimiento de la física, la astronomía, la biología, la medicina y la química transformaron vistas medievales y antiguas de la naturaleza y sentaron las bases para la ciencia moderna.
- Impacto Gubernamental en la ciencia durante la Segunda Guerra Mundial - Impacto Gubernamental en la ciencia durante la Segunda Guerra Mundial representa el efecto de la administración pública en el desarrollo tecnológico que proporciona muchas ventajas a las fuerzas armadas, las economías y las sociedades en sus estrategias durante la guerra.

#### Por fecha
- Lista de años en ciencia - eventos relacionados con la ciencia o la tecnología que se produjo en el año indicado.
- Cronología de los descubrimientos científicos - muestra la fecha de publicación de las principales teorías y descubrimientos científicos, junto con el descubridor. En muchos casos, los descubrimientos abarcaban varios años.
- Cronología de los experimentos científicos - muestra la fecha de publicación de los principales experimentos científicos.
- Cronología de la historia del método científico - muestra una visión general de las invenciones culturales que han contribuido al desarrollo del método científico.

### Por campo
- Historia de las ciencias naturales - estudio de la naturaleza y el universo físico que fue dominante antes del desarrollo de la ciencia moderna.
- La filosofía natural - el estudio de la naturaleza y el universo físico que fue dominante antes del desarrollo de la ciencia moderna.
- Historia de la biología - traza el estudio de los seres vivos desde la antigüedad hasta los tiempos modernos.
- Historia natural - la investigación científica de plantas o animales, que se inclina más hacia observacional en lugar de los métodos experimentales de estudio, y abarca más investigación publicada en las revistas que en revistas académicas.
- Historia de la ecología - la historia de la ciencia de la ecología.
- Historia de la biología molecular - comienza en la década de 1930 con la convergencia de varios previamente distintas disciplinas biológicas: la bioquímica, genética, microbiología y virología.
- Historia de la ciencia física -
- Historia de la Naturaleza - describe los eventos más importantes y las etapas fundamentales en el desarrollo del planeta Tierra desde su formación hasta la actualidad.
- Historia de la astronomía, la línea de tiempo -
- Historia de la química - Para el año 1000 antes de Cristo, las civilizaciones antiguas utilizan tecnologías que finalmente formarían la base de las diversas ramas de la química.
- Historia de la geografía -
- Historia de la geología, la línea de tiempo -
- Historia de la meteorología, la línea de tiempo -
- Historia de la física - Como formas de ciencia desarrollaron históricamente fuera de la filosofía, la física se refería originalmente a la filosofía como algo natural, un campo de estudio que se trate con "las obras de la naturaleza."
- Historia de las ciencias sociales - tiene origen en las acciones comunes de la filosofía y acciones diferentes precursores occidental, pero comenzó más intencionalmente a principios del siglo XIX con la filosofía positivista de la ciencia.
- Historia de la ciencia y la tecnología -
- Historia del método científico - la historia de la metodología de la investigación científica, como diferenciarse de una historia de la ciencia en general.
- Historia de la arqueología, la línea de tiempo -
- Historia de la ciencia cognitiva -
- Historia de la justicia penal - A lo largo de la historia de la justicia penal, las formas de castigo en evolución, los derechos de los delincuentes y las víctimas añadió, y las reformas policiales han reflejado cambiantes costumbres, ideales políticos, y las condiciones económicas.
- Historia de la economía - estudio de diferentes pensadores y teorías en el tema que se convirtió en la economía política y la economía del mundo antiguo hasta la actualidad.
- Historia de la educación - desarrollo de métodos sistemáticos de enseñanza y aprendizaje.
- Historia del Derecho - estudio de cómo la ley ha evolucionado y por qué se cambió.
- Historia de la lingüística - se esfuerza por describir y explicar la facultad humana del lenguaje.
- Historia del marketing - como una disciplina reconocida, junto con los cambios concomitantes en la teoría y práctica del marketing.
- Historia de la parapsicología -
- Historia de la ciencia política - la disciplina de las ciencias sociales se ocupa del estudio de los estatales, el gobierno y la política.
- Historia de la psicología, la línea de tiempo -
- Historia de la sociología, la línea de tiempo -

### Por región

#### La historia de la ciencia en los Estados presentes, por continente
Ver - Categoría: Ciencia y tecnología por continente

#### Historia de la ciencia en los estados históricos
- Ciencia y tecnología de la dinastía Han
- Ciencia y tecnología en el Imperio Otomano
- Ciencia y tecnología de la dinastía Song
- Ciencia y tecnología en la Unión Soviética
- Ciencia y tecnología de la dinastía Tang

## Filosofía de la ciencia
Filosofía de la ciencia - las preguntas de los supuestos, las fundaciones, los métodos y las implicaciones de la ciencia.

## Comunidad científica
Científico comunidad - grupo de todos los científicos que interactúan.
Gran Ciencia - una serie de cambios en la ciencia que se produjeron en los países industrializados durante y después de la Segunda Guerra Mundial.

## Las organizaciones científicas
Academia de Ciencias - academia nacional u otra sociedad científica dedicada a las ciencias.

## Los científicos
Científico - practicante de la ciencia; un individuo que utiliza el método científico para investigar objetivamente la naturaleza de la realidad, ya sea las leyes fundamentales de la física o de comportamiento de las personas. Hay muchos nombres para los científicos, a menudo mencionados en relación con el trabajo que hacen. Un ejemplo de esto es un biólogo, un científico que estudia la biología (el estudio de los organismos vivos y su medio ambiente).

### Tipos de científico

#### Por campo
- Los campos científicos mencionados a continuación se describen generalmente por la ciencia que estudian.
- Científico agrícola - amplio campo multidisciplinario que abarca las partes de ciencias exactas, naturales, económicos y sociales que se utilizan en la práctica y la comprensión de la agricultura.
- El arqueólogo - estudio de la actividad humana, principalmente a través de la recuperación y el análisis de la cultura material y datos ambientales que han dejado atrás, que incluye artefactos, arquitectura, ecofactos y paisajes culturales (el registro arqueológico).
- Astrónomo - astrónomo es un científico que estudia los cuerpos celestes como planetas, estrellas y galaxias.
- El astrofísico - rama de la astronomía que se ocupa de la física del universo, incluyendo las propiedades físicas de los objetos celestes, así como sus interacciones y comportamientos.
- Biólogo - científico dedicado al estudio de los organismos vivos y su relación con su entorno.
- Astrobiólogo - estudio del origen, evolución, distribución y futuro de la vida extraterrestre.
- El biofísico - ciencia interdisciplinar que utiliza los métodos de la ciencia física para estudiar sistemas biológicos.
- Biotechnologist - campo de la biología aplicada que implica el uso de organismos y bioprocesos que viven en la ingeniería, la tecnología, la medicina y otros campos que requieren bioproductos.
- Botánico - la disciplina de la biología, es la ciencia de la vida vegetal.
- Los científicos cognitivos - estudio científico de la mente y sus procesos.
- Ecologista - estudio científico de las relaciones que los organismos vivos tienen con respecto a los demás y su entorno natural.
- Entomólogo - estudio científico de los insectos, una rama de artropodología.
- El biólogo evolucionista - subcampo de la biología se ocupa del estudio de los procesos evolutivos que han dado lugar a la diversidad de la vida en la Tierra.
- Genetista - biólogo que estudia la genética, la ciencia de los genes, la herencia, y la variación de los organismos.
- Herpetólogo - rama de la zoología se ocupa del estudio de los anfibios (incluyendo ranas, sapos, salamandras, tritones y Gymnophiona) y reptiles (incluidas las serpientes, los lagartos, los anfisbénidos, los galápagos, las tortugas, los cocodrilos y los tuataras).
- Inmunólogo - rama de la ciencia biomédica que cubre el estudio de todos los aspectos del sistema inmune en todos los organismos.
- Ictiólogo - estudio de los peces.
- Lepidopterist - persona que se especializa en el estudio de los lepidópteros, los miembros de una orden polillas que abarcan y los tres superfamilias de mariposas, mariposas del capitán, y la polilla-mariposas.
- El biólogo marino - estudio científico de los organismos en el océano u otros organismos marinos o de agua salobre.
- Científico médico - la investigación básica, la investigación aplicada o investigación traslacional a cabo para ayudar y apoyar el cuerpo de conocimientos en el campo de la medicina.
- Microbiólogo - estudio de los organismos microscópicos.
- Micólogo - rama de la biología se ocupa del estudio de los hongos, incluyendo sus propiedades genéticas y bioquímicas, su taxonomía y su uso para los seres humanos como fuente de yesca, medicamentos (por ejemplo, la penicilina), alimentos (por ejemplo, la cerveza, el vino, el queso, comestible setas) y enteógenos, así como sus peligros, como el envenenamiento o infección.
- El neurocientífico - persona que estudia el campo científico de la neurociencia o cualquiera de sus subcampos relacionados.
- Ornitólogo - rama de la zoología que se refiere al estudio de las aves.
- Paleontólogo - estudio de la vida prehistórica.
- Patólogo - estudio preciso y diagnóstico de la enfermedad.
- Farmacólogo - rama de la medicina y la biología se ocupa del estudio de la acción del fármaco.
- Fisiólogo - ciencia de la función de los sistemas vivos.
- El zoólogo - rama de la biología que se relaciona con el reino animal, incluyendo la estructura, la embriología, la evolución, clasificación, hábitos, y la distribución de todos los animales, tanto vivos como extintos.
- Químico - científico entrenado en el estudio de la química.
- Químico analítico - estudio de la separación, identificación y cuantificación de los componentes químicos de materiales naturales y artificiales.
- Bioquímico - estudio de los procesos químicos en los organismos vivos, incluyendo, pero no limitado a, la materia viva.
- Químico inorgánico - rama de la química que se trate con las propiedades y el comportamiento de los compuestos inorgánicos.
- Químico orgánico - subdisciplina dentro de la química que implica el estudio científico de la estructura, propiedades, composición, reacciones, y la preparación (por síntesis o por otros medios) de compuestos basados en carbono, hidrocarburos y sus derivados.
- Químico físico - estudio de, subatómica, y fenómenos de partículas macroscópicas, atómicas en sistemas químicos en términos de leyes físicas y conceptos.
- Científico de la Tierra - que todo lo abarca plazo para las ciencias relacionadas con el planeta Tierra.
- Geólogo - científico que estudia la materia sólida y el líquido que constituye la Tierra, así como los procesos y la historia que ha dado forma a la misma.
- Glaciólogo - estudio de los glaciares, o más generalmente el hielo y los fenómenos naturales que implican hielo.
- Hidrólogo - estudio del movimiento, la distribución y la calidad del agua en la Tierra y otros planetas, incluyendo el ciclo hidrológico, los recursos hídricos y la sostenibilidad ambiental de cuencas hidrográficas.
- Limnologist - estudio de las aguas continentales
- Meteorólogo - estudio del clima
- Mineralogista - estudio de la química, estructura cristalina, y física (incluyendo ópticos) propiedades de los minerales.
- Oceanógrafo - rama de la ciencia que estudia la Tierra el océano
- Paleontólogo - estudio de la vida prehistórica
- El sismólogo - estudio científico de los terremotos y la propagación de ondas elásticas a través de la tierra oa través de otros cuerpos planetarios similares.
- Vulcanólogo - estudio de los volcanes, lava, magma, y geológica relacionada, geofísicos y geoquímicos fenómenos.
- Informatician - ciencia de la información, la práctica de procesamiento de la información y la ingeniería de sistemas de información.
- Informático - científico que ha tenido conocimiento de la informática, el estudio de los fundamentos teóricos de la información y la computación
- Científico biblioteca - campo interdisciplinario o multidisciplinario que aplica las prácticas, perspectivas y herramientas de gestión, tecnología de la información, la educación y otras áreas a las bibliotecas; la recopilación, organización, conservación y difusión de los recursos de información; y la economía política de la información.
- Científico Gestión - estudio de los métodos analíticos avanzados para ayudar a tomar mejores decisiones.
- Matemático - persona con un amplio conocimiento de las matemáticas, un campo que ha sido informalmente definido como preocuparse por los números, los datos, la colección, la cantidad, la estructura, el espacio y el cambio.
- Estadístico - alguien que trabaja con estadísticas teóricas o aplicadas.
- Científico militar - proceso de traducción de la política de defensa nacional para producir la capacidad militar mediante el empleo de los científicos militares, incluyendo los teóricos, investigadores, científicos experimentales, aplicados científicos, diseñadores, ingenieros, técnicos de pruebas y militares responsables de la creación de prototipos.
- Físico - científico que hace investigación en física
- Psicólogo - profesional o título académico utilizado por personas que practican la psicología
- Psicólogo anormal - rama de la psicología que estudia los patrones inusuales de comportamiento, las emociones y el pensamiento, que puede o no puede ser entendida como la precipitación de un trastorno mental.
- Psicopedagogo - psicólogo cuya diferenciación de funciones pueden incluir la evaluación diagnóstica y psicoeducativa, asesoramiento psicológico en las comunidades educativas (alumnos, profesores, padres y autoridades académicas), de tipo comunidad de intervención psico-educativa, y la mediación, coordinación y derivación a otros profesionales , en todos los niveles del sistema educativo.
- Biopsicólogo - aplicación de los principios de la biología (en particular, la neurobiología), para el estudio de los mecanismos fisiológicos, genéticos y de desarrollo de la conducta en los animales humanos y no humanos.
- Psicólogo clínico - integración de la ciencia, la teoría y el conocimiento clínico con el propósito de comprender, prevenir y aliviar el sufrimiento o disfunción base psicológica y promover el bienestar subjetivo y el desarrollo personal.
- Psicólogo comparativo - estudio científico del comportamiento y los procesos mentales de los animales no humanos, especialmente en lo que éstos se relacionan con la historia filogenética, significado adaptativo, y el desarrollo de la conducta.
- Psicólogo cognitivo - subdisciplina de la psicología explorar los procesos mentales internos. Es el estudio de cómo la gente percibe, recuerda, pensar, hablar y resolver problemas.
- Psicólogo del desarrollo - estudio científico de los cambios sistemáticos psicológicos, cambios emocionales y cambios en la percepción que se producen en los seres humanos a lo largo de su vida útil.
- Psicólogo evolutivo - enfoque en las ciencias sociales y naturales que examina los rasgos psicológicos tales como la memoria, la percepción y el lenguaje desde una perspectiva evolutiva moderna.
- Psicólogo experimental - estudio del comportamiento y de los procesos que subyacen a ella, por medio de la experimentación
- Neuropsicólogo - estudia la estructura y función del cerebro que se relacionan con los procesos y comportamientos psicológicos específicos.
- El psicólogo social - estudio científico de cómo los pensamientos de las personas, sentimientos y comportamientos están influidos por el real, imaginado, o la presencia de otros implicados.
- Científico social - campo de estudio que se trate con la sociedad y los comportamientos humanos.
- Antropólogo - estudio de la humanidad.
- Etnólogo - rama de la antropología que compara y analiza los orígenes, la distribución, la tecnología, la religión, el lenguaje y la estructura social de las divisiones étnicas, raciales y / o nacionales de la humanidad.
- Científico Comunicación - campo académico que se ocupa de los procesos de comunicación humana, define comúnmente como el intercambio de símbolos para crear significado.
- El criminólogo - estudio de la conducta criminal
- Demógrafo - estudio estadístico de las poblaciones
- Economista - profesional en la disciplina de las ciencias sociales de la economía.
- Geógrafo - geógrafo es un erudito cuya área de estudio es la geografía, el estudio del medio ambiente natural de la Tierra y de la sociedad humana.
- Economista político - estudio de la producción, compra y venta, y sus relaciones con la ley, la costumbre y el gobierno, así como con la distribución del ingreso y de la riqueza nacional, incluso mediante el proceso presupuestario.
- El politólogo - la disciplina de las ciencias sociales se ocupa del estudio de los estatales, el gobierno y la política.
- Sociólogo -
- Tecnólogo
- Tecnólogo arquitectónico, un especialista en la tecnología de diseño de los edificios y la construcción
- Tecnólogo de la Educación, especialista en herramientas para mejorar el aprendizaje
- Ingeniería tecnólogo, un especialista que implementa la tecnología dentro de un campo de la ingeniería
- Tecnólogo industrial, especialista en la gestión, operación y mantenimiento de los sistemas de operación complejas
- Tecnólogo médico, un profesional de la salud que lleva a cabo el análisis de diagnóstico en una variedad de fluidos corporales
- Técnico radiólogo, un profesional médico que aplica dosis de radiación para obtener imágenes y tratamiento
- Tecnólogo quirúrgico, un especialista de la salud que facilita la realización de procedimientos quirúrgicos invasivos

#### Por situación laboral
- Académica - comunidad de estudiantes y académicos que participan en la educación superior y la investigación.
- Científico empresarial - alguien que es empleado de una empresa para hacer la investigación y el desarrollo en beneficio de ese negocio
- Laico - alguien que no es un experto o alguien que no ha tenido la formación profesional
- Científico Gentleman - financieramente científico independiente que persigue el estudio científico como un hobby.
- Científico Gobierno - científico empleado por el gobierno de un país

#### Científicos famosos
- Aristóteles - filósofo griego y gran pensador, un estudiante de Platón y maestro de Alejandro Magno.
- Arquímedes - matemático griego, físico, ingeniero, inventor y astrónomo.
- Andreas Vesalius - Flamenco anatomista, médico y autor de uno de los libros más influyentes sobre anatomía humana, De humani corporis fabrica (Sobre la estructura del cuerpo humano).
- Nicolás Copérnico - astrónomo renacentista y la primera persona para formular una cosmología heliocéntrica completa, que desplazó a la Tierra del centro del universo.
- Galileo Galilei - físico italiano, matemático, astrónomo y filósofo que ha desempeñado un papel importante en la revolución científica.
- Johannes Kepler - matemático alemán, astrónomo y astrólogo. Una figura clave en la revolución científica del siglo XVII, es más conocido por sus leyes epónimos del movimiento planetario, codificadas por los astrónomos posteriores, basadas en sus obras Astronomía nova, Harmonices Mundi y epítome de Copérnico Astronomía.
- René Descartes - Francés filósofo, matemático y escritor que pasó la mayor parte de su vida adulta en la república holandesa.
- Isaac Newton - Inglés físico, matemático, astrónomo, filósofo natural, alquimista y teólogo, que ha sido "considerado por muchos como el más grande y más influyente científico que jamás haya vivido."
- Leonhard Euler - matemático suizo pionero y físico.
- Pierre-Simon Laplace - matemático y astrónomo francés cuyo trabajo fue fundamental para el desarrollo de la astronomía y la estadística matemática.
- Alexander von Humboldt - geógrafo alemán, naturalista y explorador, y el hermano menor del ministro de Prusia, filósofo y lingüista Wilhelm von Humboldt.
- Charles Darwin - Charles Robert Darwin FRS (12 de febrero de 1809 - ???? 19 de abril de 1882) fue un naturalista Inglés [I] Él estableció que todas las especies de vida han descendido con el tiempo a partir de ancestros comunes, y propuso la teoría científica de que esto. patrón de ramificación de la evolución fue resultado de un proceso que él llamó la selección natural.
- James Clerk Maxwell - físico escocés y matemático.
- Marie Curie - el físico y químico polaco famoso por su investigación pionera sobre la radiactividad.
- Albert Einstein - físico teórico de origen alemán que desarrolló la teoría de la relatividad general, efectuar una revolución en la física
- Linus Pauling - American químico, bioquímico, activista por la paz, autor y educador. Fue uno de los químicos más influyentes en la historia y se encuentra entre los científicos más importantes del siglo XX.
- John Bardeen - físico estadounidense e ingeniero eléctrico, la única persona que ha ganado el Premio Nobel de Física en dos ocasiones
- Frederick Sanger - bioquímico Inglés y un dos veces ganador del premio Nobel en química, la única persona que ha sido así.
- Stephen Hawking - teórico físico, cosmólogo y autor inglés.

## La educación científica
La educación científica -
El conocimiento científico - abarca escrito, numérico, y la alfabetización digital ya que pertenecen a la comprensión de la ciencia, su metodología, observaciones y teorías.
- Datos: Q7112721